# 알렉산데르 프리스토르

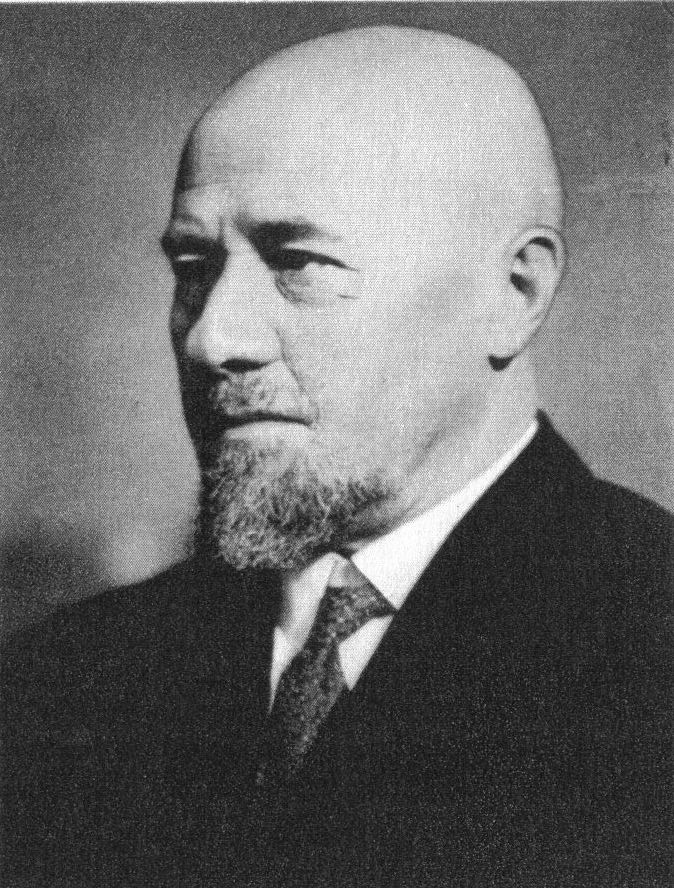
알렉산데르 프리스토르

알렉산데르 브와제이 프리스토르(Aleksander Błażej Prystor, 1874년 1월 2일 ~ 1941년?)는 폴란드의 정치인이자 지식인이었다.
당시 러시아 제국령이던 빌나(현 리투아니아 빌뉴스)의 노동자 가정에서 태어나 모스크바 제국대학에서 수학과 물리학을 공부했으나 가족의 재정적 지원 부족으로 가난하게 살았다. 20세기 초 폴란드 사회당에 가입하여 유제프 피우수트스키의 가까운 동료가 되었으며 이후 바르샤바에서 폴란드 사회당 전투 조직을 구성하고 사보타주 공격 등 여러 반러시아 폭력혁명 활동에 참여했다. 특히 1908년 베즈다니 습격으로 잘 알려졌다. 1912년 오흐라나에 의해 체포되어 수감되었다가 1917년 러시아 2월 혁명 이후 풀려나 폴란드 군사 기구에 가입하였다. 1920년부터는 소련-폴란드 전쟁에 자원하여 싸웠으며 1925년까지 군대에 남아있었다.
1926년 5월 쿠데타가 일어난 이후 피우수트스키에 의해 국방부 요직에 임명되었으며 이후 노동 및 사회복지부 장관 등 각료직을 맡다가 1931년 5월 폴란드 총리가 되었다. 총리 재임 동안 경제 상황이 악화되었고 결국 1933년 피우수트스키에 의해 해임되었다. 1935년 피우수트스키 사망 이후 발레리 스와베크의 그룹에 합류했으며 1935년부터 상원의원 의장직을 역임했다. 1939년 소련의 폴란드 침공 이후 그는 중립국인 리투아니아로 도망갔으나 리투아니아까지 소련에 합병되며 1940년 6월 NKVD에 의해 체포되었고 1941년 부티르카 감옥에서 사망한 것으로 추정된다.